# Fujiwara no Tadamichi
Fujiwara no  Tadamichi (藤原 忠通, [[[1097]] - 1164] Erro: {{japonês}}: texto da transliteração contém caractere não latino (pos 19) (ajuda)),  também conhecido como Kujō Tadamichi ou por Hōshō-ji, filho mais velho de Tadazane,  foi um membro da Corte no final do período Heian da história do Japão. Líder do Ramo Hokke e fundador do  Ramo Kujō do Clã Fujiwara. Ele foi o pai de Motozane, Motofusa, Kanezane, Kanefusa e do Monge Jien.
Durante a Rebelião Hōgen (1156) apoiou o Imperador Go-Shirakawa.

## Carreira
Tadamichi se tornou membro da corte no reinado do Imperador Toba (1107 a 1123), participou dos reinados do Imperador Sutoku (1123 a 1142), do Imperador Konoe (1142 a 1155) e do Imperador Go-Shirakawa (1155 a 1158).
Foi nomeado Sadaijin em 5 de março de 1121 aos 24 anos de idade, anteriormente fora Naidaijin.
Tadamichi atuou como Daijō Daijin entre 1 de dezembro de 1128 e 10 de abril de 1129.
Tadamichi  foi Sesshō do Imperador Konoe em 1142.
Em 26 de setembro de 1150 foi declarado líder dos Fujiwara pelo próprio Imperador Konoe.
Tadamichi volta a atuar como Daijō Daijin no reinado de Go-Shirakawa.
Em 8 de junho de 1162  entrou para o sacerdócio budista aos 65 anos de idade.
| Precedido por Fujiwara no Moromichi | -- 19º Líder dos Hokke Fujiwara (1150 -1164) | Sucedido por Fujiwara no Kanezane |